# ファンタスティック Mr.FOX
『ファンタスティック Mr.FOX』（Fantastic Mr. Fox）は、2009年公開のストップモーション・アニメーション映画である。ロアルド・ダールの児童文学『父さんギツネバンザイ』を原作としており、ウェス・アンダーソンが初めて監督したアニメ作品である。

## 声の出演

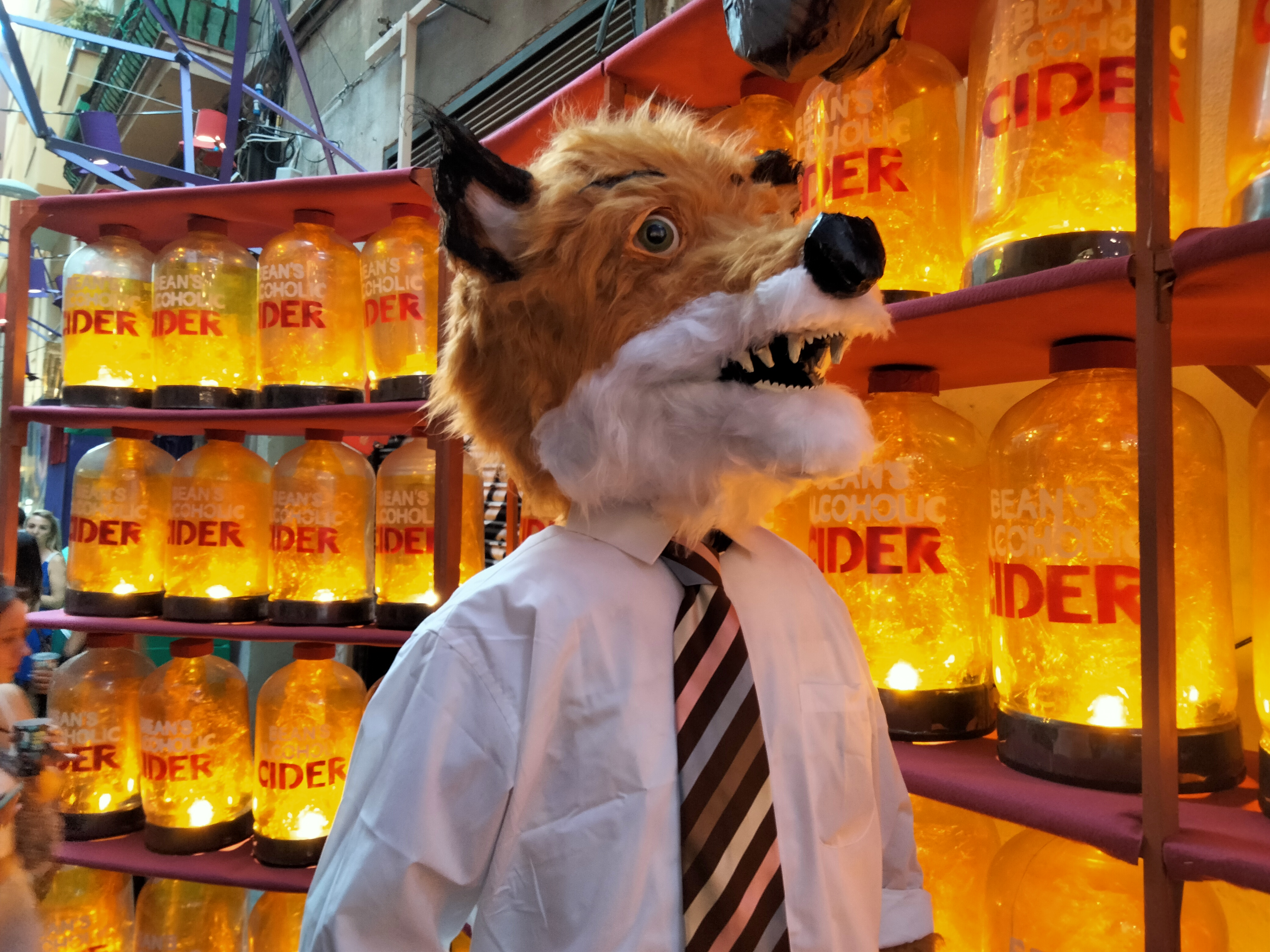
Mr. フォクシー・フォックス

| 役名                                 | 原語版声優                   | 日本語吹替   |
| ------------------------------------ | ---------------------------- | ------------ |
| Mr. フォクシー・フォックス           | ジョージ・クルーニー         | 寺杣昌紀     |
| Mrs. フェリシティー・フォックス      | メリル・ストリープ           | 佐藤しのぶ   |
| アッシュ・フォックス                 | ジェイソン・シュワルツマン   | 西健亮       |
| クリストファソン・シルバーフォックス | エリック・アンダーソン       |              |
| カイリ・スヴェン・オポッサム         | ウォーリー・ウォロダースキー |              |
| クライヴ・バジャー                   | ビル・マーレイ               | ふくまつ進紗 |
| ラット                               | ウィレム・デフォー           | 青山穣       |
| コーチ スキップ                      | オーウェン・ウィルソン       | 間宮康弘     |
| フランクリン・ビーン                 | マイケル・ガンボン           |              |
| ウォルター・ボギス                   | ロビン・ハールストン         |              |
| ネイサン・バンス                     | ヒューゴ・ギネス             |              |
| Mrs. ビーン                          | ヘレン・マックロリー         |              |
| ピーティー                           | ジャーヴィス・コッカー       |              |

## サウンドトラック
映画音楽はアレクサンドル・デプラが作成した。また、ジャーヴィス・コッカーが映画のために3、4曲を書いたコメントし、そのうち1つがサウンドトラックに入った。他に、ザ・ビーチ・ボーイズ、ボビー・フラー・フォー、バール・アイヴス、ジョルジュ・ドルリュー、ローリング・ストーンズらの楽曲がサウンドトラック盤に収録された。2009年11月3日に北米で発売された。
| #   | タイトル                                                                  | 作詞 | 作曲・編曲 | アーティスト           | 時間 |
| --- | ------------------------------------------------------------------------- | ---- | ---------- | ---------------------- | ---- |
| 1.  | 「American Empirical Pictures」                                           |      |            | アレクサンドル・デプラ | 0:15 |
| 2.  | 「The Ballad of Davy Crockett」(『デイビー・クロケット/鹿皮服の男』より)  |      |            | The Wellingtons        | 1:40 |
| 3.  | 「Mr. Fox in the Fields」                                                 |      |            | アレクサンドル・デプラ | 1:03 |
| 4.  | 「Heroes and Villains」                                                   |      |            | ザ・ビーチ・ボーイズ   | 3:37 |
| 5.  | 「Fooba Wooba John」                                                      |      |            | バール・アイヴス       | 1:07 |
| 6.  | 「Boggis, Bunce, and Bean」                                               |      |            | アレクサンドル・デプラ | 0:51 |
| 7.  | 「Jimmy Squirrel and Co.」                                                |      |            | アレクサンドル・デプラ | 0:46 |
| 8.  | 「Love」(『ロビン・フッド』より)                                          |      |            | Nancy Adams            | 1:49 |
| 9.  | 「Buckeye Jim」                                                           |      |            | バール・アイヴス       | 1:19 |
| 10. | 「High-speed French Train」                                               |      |            | アレクサンドル・デプラ | 1:26 |
| 11. | 「Whack-bat Majorette」                                                   |      |            | アレクサンドル・デプラ | 2:57 |
| 12. | 「The Grey Goose」                                                        |      |            | バール・アイヴス       | 2:49 |
| 13. | 「Bean's Secret Cider Cellar」                                            |      |            | アレクサンドル・デプラ | 2:07 |
| 14. | 「Une Petite Île」(『恋のエチュード』より)                                |      |            | ジョルジュ・ドルリュー | 1:36 |
| 15. | 「Street Fighting Man」                                                   |      |            | ローリング・ストーンズ | 3:15 |
| 16. | 「Fantastic Mr Fox AKA Petey's Song」                                     |      |            | ジャーヴィス・コッカー | 1:21 |
| 17. | 「Night and Day」                                                         |      |            | アート・テイタム       | 1:28 |
| 18. | 「Kristofferson's theme」                                                 |      |            | アレクサンドル・デプラ | 1:36 |
| 19. | 「Just Another Dead Rat in a Garbage Pail (behind a Chinese Restaurant)」 |      |            | アレクサンドル・デプラ | 2:34 |
| 20. | 「Le Grand Choral」(『アメリカの夜』より)                                 |      |            | ジョルジュ・ドルリュー | 2:24 |
| 21. | 「Great Harrowsford Square」                                              |      |            | アレクサンドル・デプラ | 3:21 |
| 22. | 「Stunt Expo 2004」                                                       |      |            | アレクサンドル・デプラ | 2:28 |
| 23. | 「Canis Lupus」                                                           |      |            | アレクサンドル・デプラ | 1:16 |
| 24. | 「Ol' Man River」                                                         |      |            | ザ・ビーチ・ボーイズ   | 1:18 |
| 25. | 「Let Her Dance」                                                         |      |            | ボビー・フラー・フォー | 2:32 |

## 評価
Rotten Tomatoesでは225件のレビューがあり、批評家支持率は92%となっている。また平均点は10点満点で7.9点となった。第9回ニューヨーク映画批評家オンライン賞では作品トップ10に選ばれた。

### 受賞・ノミネート
| 映画賞・映画祭                       | 部門                                   | 候補                                     | 結果       |
| ------------------------------------ | -------------------------------------- | ---------------------------------------- | ---------- |
| アカデミー賞                         | 長編アニメ映画賞                       | ウェス・アンダーソン                     | ノミネート |
| アカデミー賞                         | 作曲賞                                 | アレクサンドル・デプラ                   | ノミネート |
| サターン賞                           | アニメ映画賞                           |                                          | ノミネート |
| アニー賞                             | アニメ映画賞                           | 20世紀フォックス                         | ノミネート |
| アニー賞                             | 映画監督賞                             | ウェス・アンダーソン                     | ノミネート |
| アニー賞                             | 映画脚本賞                             | ノア・バームバック、ウェス・アンダーソン | 受賞       |
| アメリカ映画編集者協会賞             | アニメ映画編集賞                       | アンドリュー・ワイスブラム               | ノミネート |
| 英国アカデミー賞                     | アニメ映画賞                           | ウェス・アンダーソン                     | ノミネート |
| 英国アカデミー賞                     | 作曲賞                                 | アレクサンドル・デプラ                   | ノミネート |
| クリティクス・チョイス・アワード     | アニメ映画賞                           |                                          | ノミネート |
| クリティクス・チョイス・アワード     | 脚色賞                                 | ノア・バームバック、ウェス・アンダーソン | ノミネート |
| ゴールデングローブ賞                 | アニメ映画賞                           |                                          | ノミネート |
| ロサンゼルス映画批評家協会賞         | アニメ映画賞                           |                                          | 受賞       |
| ラスベガス映画批評家協会賞           | アニメ映画賞                           |                                          | 受賞       |
| ラスベガス映画批評家協会賞           | 作品賞 (ファミリー部門)                |                                          | 受賞       |
| ナショナル・ボード・オブ・レビュー賞 | 特別映画製作業績賞                     | ウェス・アンダーソン                     | 受賞       |
| 全米映画批評家協会賞                 | 美術賞                                 | ネルソン・ローリー                       | 受賞       |
| ニューヨーク映画批評家協会賞         | 主演男優賞                             | ジョージ・クルーニー                     | 受賞       |
| ニューヨーク映画批評家協会賞         | アニメ映画賞                           |                                          | 受賞       |
| オンライン映画批評家協会賞           | アニメ映画賞                           |                                          | ノミネート |
| オンライン映画批評家協会賞           | 脚色賞                                 | ノア・バームバック、ウェス・アンダーソン | 受賞       |
| オンライン映画批評家協会賞           | 作曲賞                                 | アレクサンドル・デプラ                   | ノミネート |
| ワシントンD.C.映画批評家協会賞       | アニメ映画賞                           |                                          | ノミネート |
| サンディエゴ映画批評家協会賞         | アニメ映画賞                           |                                          | ノミネート |
| サンディエゴ映画批評家協会賞         | 脚色賞                                 | ノア・バームバック、ウェス・アンダーソン | 受賞       |
| サテライト賞                         | アニメーション・ミックスメディア映画賞 |                                          | 受賞       |
| サテライト賞                         | 視覚効果賞                             | ティム・レッドベリー                     | ノミネート |
| シカゴ映画批評家協会賞               | アニメ映画賞                           |                                          | ノミネート |

## 参考資料
- 『ウェス・アンダーソンの世界 ファンタスティック Mr.FOX』訳：篠儀直子、DU BOOKS、2015年11月、 ISBN 978-4-9075-8343-9。